# Julian Gough
Julian Gough (* 1966) ist ein irischer Literatur- und Kinderbuchautor.
Gough wuchs in der Nähe des Heathrow-Flughafens in London auf, bevor er im Alter von sieben Jahren mit seiner Familie zurück ins irische Nenagh zog. Ende der 1980er Jahre studierte Gough am University College in Galway Philosophie und Englische Literatur. Während seiner Studienzeit gründete er zusammen mit Freunden die Punk-Band Toasted Heretic, mit Gough als Sänger und Textschreiber. Die Band veröffentlichte insgesamt vier Alben und verzeichnete mit Galway and Los Angeles einen Top-10-Hit in den irischen Charts.
2001 erschien Goughs erstes Buch Juno & Juliet (2002 in deutscher Übersetzung bei Bastei Lübbe). Sein zweites Buch Jude: Level 1 (nach Veröffentlichung des zweiten Teils in Jude in Ireland umbenannt) folgte 2007, nachdem das erste Kapitel des Buchs unter dem Titel The Orphan and the Mob 2007 den BBC National Short Story Award, damals weltweit höchstnotierter Kurzgeschichtenpreis, gewann. Jude in London, Goughs dritte Buchveröffentlichung, erschien 2011.
Im selben Jahr verfasste Gough den Dialog, der am Ende des Computerspiels Minecraft abgespielt wird.
2016 wurde Goughs erstes Kinderbuch Rotzhase & Schnarchnase: Möhrenklau im Bärenbau (mit Illustrationen von Jim Field) veröffentlicht. Bisher sind vier Bücher in der Reihe erschienen.
2018 erschien Goughs bisher neustes Werk Connect, ein Techno-Thriller, an dem Gough sechs Jahre lang schrieb. Die deutsche Übersetzung (von Karl-Heinz Ebnet) erschien im Verlag Bertelsmann.

## Veröffentlichungen
- Juno & Juliet (Flamingo) ISBN 978-0-00-710810-7
- Jude: Level 1 (Old Street) ISBN 978-1-905847-24-2
- Free Sex Chocolate (Salmon Poetry) ISBN 978-1-907056-36-9
- Jude in London (Old Street) ISBN 978-1-905847-83-9
- CONNECT a novel (Doubleday) ISBN 978-0-385541-33-6
- Rotzhase & Schnarchnase – Möhrenklau im Bärenbau (Magellan) ISBN 9783734828201
- Rotzhase & Schnarchnase – Der Tyrann von nebenan (Magellan) ISBN 373482821X
- Rotzhase & Schnarchnase – Ein Wicht vor Gericht (Magellan) ISBN 3734828228
- Rotzhase & Schnarchnase – Das Tal wird kahl (Magellan) ISBN  3734828236